# Carl-Vilhelm Spens
Carl-Vilhelm Spens, född den 12 augusti 1872 i Kristbergs församling, Östergötlands län, död den 21 augusti 1969 i Ulricehamn, var en svensk greve och jurist. Han var far till Erik Vilhelm och Erland Fredrik Spens. 
Spens avlade studentexamen i Norrköping 1890, juridisk-filosofisk examen vid Uppsala universitet 1891 och juris utriusque kandidatexamen 1897. Han blev extra ordinarie notarie i Göta hovrätt 1897 och var domarebiträde och tillförordnad domhavande under Göta hovrätt 1897–1905. Spens var advokat i Borås 1905–1908 och borgmästare i Ulricehamn 1908–1947. Han var sekreterare hos handelskammaren i Borås 1905–1907, ombudsman hos Älvsborgs läns södra hushållningssällskaps egnahemsnämnd 1907–1940, ordförande i styrelsen för Enskilda bankens i Vänersborg kontor i Ulricehamn 1908–1943, ledamot i styrelsen för Svenska jägareförbundet (hedersledamot 1947), ordförande i direktionen för Sjö-Gunnarsbo sanatorium 1920–1933 och i styrelsen för Borås–Jönköpings Järnvägsaktiebolag 1920–1934 samt landstingsman 1920–1926 och 1938–1942. Spens publicerade uppsatser i Svensk juristtidning och Svensk jakt med flera tidskrifter. Han blev riddare av Vasaorden 1921 och av Nordstjärneorden 1937.